# Liste der Naturschutzgebiete in Bonn
Die Liste der Naturschutzgebiete in Bonn enthält die Naturschutzgebiete der kreisfreien Stadt Bonn in Nordrhein-Westfalen.

## Liste
| Schlüsselnr. | Gebietsname                                      | Fläche in ha | Bild                                   |
| ------------ | ------------------------------------------------ | ------------ | -------------------------------------- |
| BN-001K1     | Siebengebirge Teilgebiet Ennert (BN)             | 515,4803     | weitere Bilder                         |
| BN-002K1     | Rodderberg (BN)                                  | 29,5688      | weitere Bilder                         |
| BN-003       | Kottenforst (Bonn)                               | 2390,6673    | weitere Bilder                         |
| BN-005       | Siegmündung                                      | 153,6276     | NSG Siegmündung                        |
| BN-006       | Weiers Wiesen                                    | 3,4278       | weitere Bilder                         |
| BN-007       | Düne Tannenbusch                                 | 6,4783       | weitere Bilder                         |
| BN-008       | Wolfsbachtal                                     | 15,2743      | weitere Bilder                         |
| BN-009       | Feuchte Grünlandbrachen und Mähweiden „Kohlkaul“ | 8,6759       | weitere Bilder                         |
| BN-010       | Nasswiesen und Bruchwald „Kohlkaul“              | 13,6017      | weitere Bilder                         |
| BN-011       | Melbtal                                          | 20,0         | NSG Melbtal                            |
| BN-012       | Steinbruch Lyngsberg                             | 5,4          | Naturschutzgebiet Steinbruch Lyngsberg |